# Прапор Покрова
Прапор Покро́ва — один з офіційних символів міста Покров Дніпропетровської області. Був затверджений 29 вересня 2009 р. рішенням № 25-42/V сесії міської ради.

## Опис
Прямокутне полотнище з співвідношенням сторін 2:3 складається з двох рівновеликих горизонтальних смуг — синьої та малинової.

## Значення
Синій колір символізує шляхетність мешканців, малиновий — умовний колір марганцю, центром видобутку якого є місто.

## Історія

Прапор Покрова в 2003—2009 рр

З 2003 по 2009 роки місто Покров мало інший прапор.

## Джерело
- Геральдика Дніпропетровщини. Офіційні символи територіальних та муніципальних утворень: [Історичні нариси]. — Д.: Арт-Прес, 2012. с. 143 − 192с. iSBN 978-966-348-279-8
- Геральдика України [Архівовано 10 червня 2015 у Wayback Machine.]